# 泰勒鎮區 (阿肯色州克雷格黑德縣)
泰勒鎮區（英語：Taylor Township）是位於美國阿肯色州克雷格黑德縣的一個行政鎮區。

## 地方資料
泰勒鎮區的面積為29.54平方千米，當中陸地面積為29.41平方千米，而水域面積為0.13平方千米。根據2010年美國人口普查的數據，當地共有人口436人，而人口密度為每平方千米14.76人。